# Stuef
Das Stuef (auch Stürf) war ein bergmännisches Längenmaß im süddeutsch-österreichischen Salzbergbau, wo es in Hallein und Dürrnberg nachgewiesen ist. Seine Länge betrug etwa 8 cm.

## Definition und Verwendung
Über die Definition und Größe des Stuef gibt ein Klafterstab Auskunft, der 1883 aus der Modellsammlung der Salinenverwaltung zu Hall beschrieben wurde. Danach ist dieser Stab insgesamt 2,446 m lang. Er hat auf zwei Seiten zwei verschiedene Einteilungen. Die eine Seite des Stabes war in 5 Ellen zu je 6 Stuef unterteilt, die andere Seite des Stabes in 160 Punkte. Daraus ergibt sich:
- 1 Klafter = 5 Ellen = 30 Stuef = 160 Punkte = 2,446 m
- 1 Elle = 6 Stuef = 32 Punkte = 0,4892 m
- 1 Stuef = 5 1/3 Punkte = 0,0815 m
- 1 Punkt ist etwa 1,52 cm.

Aber nicht nur der von den Markscheidern verwendete Klafterstab wies eine Unterteilung in Stuef auf, sondern insbesondere auch der Bergstab (Stabel, Bergelle), mit dem das Bergwerk befahren wurde. Dieser Stab war ein halbes Bergklafter lang und maß meist etwa 1,20 m. Stuef und Punkte waren eingebrannt.

## Andere Definitionen
Ein ähnlicher Bergstab wird auch in einem Brief an Ignaz von Born beschrieben. Allerdings führt er an, dass die Elle nochmals in 20 Zoll unterteilt war und dann erst das Zoll in 6 Stuef zu 5 1/3 Punkt. Damit wäre das Stuef nur 1/20 des angegebenen Wertes.
Geringfügig andere Angaben macht bereits 1764 Johann Georg von Lori. Zwar teilt auch er die Elle in 6 Stuef, nicht aber die Elle in 32 Punkte, sondern das Stuef. Diese Angabe wird in neueren Zusammenstellungen zu Maßen und Gewichten wieder aufgegriffen.
Darüber hinaus wird die erst 1830 auf metrischer Grundlage definierte sächsische Bergelle in neueren Zusammenstellungen ebenfalls in Stuef und Punkt ausgedrückt. Danach sind 1 Bergelle = 2 Lachterfuß = 6 Stuef = 192 Punkte (1 Lachter = 2 m und 1 Bergelle = 2/7 Lachter = 4/7 m = 0,5714).